# Sciurus stramineus
La ardilla de nuca blanca (Sciurus stramineus), comúnmente ardilla guayaquil, es una especie de roedor de la familia Sciuridae.

## Distribución geográfica
Es  endémica de Ecuador y Perú. 